# Qaradağlı (Şəki)
Qaradağlı è un comune dell'Azerbaigian situato nel distretto di Şəki. Conta una popolazione di 266 abitanti.